# ۳۳ صحنه از زندگی
۳۳ صحنه از زندگی (لهستانی: 33 sceny z zycia) یک فیلم درام لهستانی به کارگردانی ماوگوژاتا شوموفسکا است که در سال ۲۰۰۸ منتشر شد. از بازیگران آن می‌توان به یولیا ینچ، ماچئی اشتور، پیتر گانتسلر، سواوُمیر و روبرت وینتسکیویچ اشاره کرد.